# Kasserota senilis
Kasserota senilis är en insektsart som beskrevs av Baker 1925. Kasserota senilis ingår i släktet Kasserota och familjen Lophopidae. Inga underarter finns listade i Catalogue of Life.